# Paweł Maria Bonaparte
Paweł Maria Bonaparte, Paul-Marie Bonaparte (ur. 19 lutego 1809, Canino, zm. 6 września 1827, Nauplia) – książę, trzecie z kolei dziecko Lucjana Bonapartego i jego małżonki Aleksandryny, bratanek Napoleona.
Paweł studiował na uniwersytecie w Bolonii. W marcu 1827 roku opuścił miasto w tajemnicy przed rodzicami i wsiadł w Ankonie pod fałszywym nazwiskiem na statek jadący do Grecji, by wziąć udział w walce niepodległościowej Hellenów. Przyjęty serdecznie przez angielskiego admirała Cochrane’a na statku L’Hellade, Paul-Marie wyjechał z Paros w kierunku południowym. We wrześniu tegoż roku, w czasie pobytu statku w zatoce w Nauplion książę Paweł postrzelił się ze śmiertelnym skutkiem, czyszcząc swój pistolet. Po zakończeniu wojny grecko-tureckiej (1832) zabalsamowane zwłoki pochowano w mauzoleum wzniesionym na szczycie najwyższego wzgórza wyspy Sfakterii. W czasie pobytu we Włoszech, prawdopodobnie miał romans z Polką, Zofią Kossowską, z którą później miał syna.